# Страшо Пинджур
Страхил Димитров Пинджуров или Страшо Пинджур, (на македонска литературна норма: Страшо Пинџур) е комунистически партизанин и народен герой на Югославия.

## Биография
Роден е на 3 март 1915 г. в Струмица, тогава в България. Син е на тиквешкия войвода Димитър Пинджуров, загинал като български подофицер при Криволак. Негов кръстник е войводата Христо Чернопеев. След войните Струмица е предадена на Сърбия, а майка му се жени повторно. Така Пинджур се връща в родното на баща му Ваташа, където е отглеждан от баба си.
Като сирак получава държавна стипендия и учи в Крагуевац, където в гимназията влиза в контакт с леви партийни дейци. Следва в Юридическия факултет на Белградския университет, където е секретар на нелегалната студентска организация „Вардар“. Става близък приятел на Иван Рибар, с когото участват в редица партийни демонстрации. Прави неуспешен опит да участва в Испанската гражданска война, а заради комунистическата си дейност е арестуван от сръбските власти.
След разгрома на Кралска Югославия по време на Втора световна война Страшо Пинджур влиза в конфликт с Методи Шаторов, а в края на 1941 година става член на ръководството на Покрайненския комитет на комунистическата партия за Македония. През август 1942 година инструкторът на ЦК на ЮКП Добривое Радославлевич подготвя новия областен комитет в лицето на Кузман Йосифовски, Борко Темелковски, Мара Нацева и Страшо Пинджур. Пинджур става член на главното ръководство на партизанските отряди във Вардарска Македония и на новооснования регионален комитет на ЮКП през декември 1942 година. Същия месец е арестуван заедно с Мирче Ацев от българската полиция. Подложен е на изтезания. Умира от мъченията в затвора в Скопие на 4 януари 1943 година. Посмъртно на негово име е кръстен Народоосвободителният батальон „Страшо Пинджур“.
Пинджуровата къща – роден дом на бащата на Страшо Пинджур, е превърната в музей.